# Engel-expansie
De engel-expansie of engel-ontwikkeling van een positief reëel getal {\displaystyle x} is de niet-dalende rij positieve gehele getallen {\displaystyle (a_{1},a_{2},a_{3},\ldots )} waarvoor 
{\displaystyle x={\frac {1}{a_{1}}}+{\frac {1}{a_{1}a_{2}}}+{\frac {1}{a_{1}a_{2}a_{3}}}+\ldots ={\frac {1}{a_{1}}}\left(1+{\frac {1}{a_{2}}}\left(1+{\frac {1}{a_{3}}}\left(1+\ldots \right)\right)\right)}
en
{\displaystyle 1\leq a_{1}\leq a_{2}\leq a_{3}\leq \ldots }
De engel-ontwikkeling is genoemd naar de wiskundige Friedrich Engel, die ze in 1913 bestudeerde.
Elk positief rationaal getal heeft een unieke eindige en een daarvan afgeleide unieke oneindige engel-ontwikkeling. Een positief irrationaal getal heeft een unieke oneindige engel-ontwikkeling. De eindige engel-ontwikkeling van een rationaal getal stelt dat getal voor als een Egyptische breuk.

## Berekening
Het is alleen interessant de engel-expansie te berekenen voor getallen tussen 0 en 1, aangezien de expansie begint met een rij 1-en ter lengte van het gehele deel van het getal. Dat blijkt overigens ook uit het algoritme.
Voor {\displaystyle 0<x<1} wordt {\displaystyle a_{1}} bepaald door de eis dat:
{\displaystyle {\frac {1}{a_{1}}}\leq x<{\frac {1}{a_{1}-1}}},
wat betekent dat:
{\displaystyle a_{1}=\left\lceil {\frac {1}{x}}\right\rceil }
Het volgende getal {\displaystyle a_{2}} volgt analoog uit de eis:
{\displaystyle {\frac {1}{a_{2}}}\leq a_{1}x-1<{\frac {1}{a_{2}-1}}}
Dit gaat zo verder en leidt tot het volgende algoritme.
De engel-expansie van een gegeven getal {\displaystyle x} kan men als volgt berekenen:
- Neem {\displaystyle u_{1}=x};
- bereken iteratief voor {\displaystyle k=1,2,3,\ldots }

{\displaystyle a_{k}=\left\lceil {\frac {1}{u_{k}}}\right\rceil } en
{\displaystyle u_{k+1}=u_{k}a_{k}-1}
Hierin is {\displaystyle \left\lceil r\right\rceil } de ceiling van {\displaystyle r}.
- Het algoritme eindgt als {\displaystyle u_{i}} gelijk wordt aan 0.

### Berekeningsvoorbeeld
De engel-expansie van 1,3 geeft achtereenvolgens:
{\displaystyle u_{1}=1{,}3}
{\displaystyle a_{1}=\left\lceil {\frac {1}{1{,}3}}\right\rceil =1}
{\displaystyle u_{2}=u_{1}a_{1}-1=1{,}3\cdot 1-1=0{,}3}
{\displaystyle a_{2}=\left\lceil {\frac {1}{0{,}3}}\right\rceil =4}
{\displaystyle u_{3}=u_{2}a_{2}-1=0{,}3\cdot 4-1=0{,}2}
{\displaystyle a_{3}=\left\lceil {\frac {1}{0{,}2}}\right\rceil =5}
{\displaystyle u_{4}=u_{3}a_{3}-1=0{,}2\cdot 5-1=0}
Hier stopt het algoritme en de engel-expansie van 1,3 is {1, 4, 5}:
{\displaystyle 1{,}3={\frac {1}{1}}+{\frac {1}{1\cdot 4}}+{\frac {1}{1\cdot 4\cdot 5}}=1+{\frac {1}{4}}+{\frac {1}{20}}}

## Engel-ontwikkeling voor rationale getallen
Het algoritme voor de berekening van de engel-ontwikkeling getal bepaalt de volgende term {\displaystyle u_{i+1}} als volgt. Als {\displaystyle u_{i}=a/b}, dan is {\displaystyle u_{i+1}=(-b{\bmod {a}})/b}. De teller In de resterende breuk wordt steeds kleiner en het algoritme stopt dus na een eindig aantal stappen.
Uit deze eindige ontwikkeling kan een oneindige afgeleid worden. Vanwege de relatie
{\displaystyle {\frac {1}{n}}=\sum _{k=1}^{\infty }{\frac {1}{(n+1)^{k}}}}
kan het laatst bepaalde getal {\displaystyle n} in de ontwikkeling vervangen worden door een oneindige rij getallen {\displaystyle n+1}.
Zo is bijvoorbeeld
{\displaystyle 1{,}175=\{1,6,20\}=\{1,6,21,21,21,\ldots \}}
Dit is te vergelijken met de voorstelling van een rationaal getal met eindig veel decimalen als het decimale getal met de laatste decimaal verminderd met 1 en gevolgd door oneindig veel cijfers 9.

## Voorbeelden
De engel-expansies van enkele bekende constanten zijn:
{\displaystyle \pi =\{1,1,1,8,8,17,19,300,1991,2492,\ldots \}} - rij A006784 in OEIS
{\displaystyle {\sqrt {2}}=\{1,3,5,5,16,18,78,102,120,144,\ldots \}} - rij A028254 in OEIS
{\displaystyle e=\{1,1,2,3,4,5,6,7,8,9,10,11,12,13,\ldots \}} - rij A000027 in OEIS
De engel-expansie van het getal {\displaystyle e} is dus 1 gevolgd door de rij van alle natuurlijke getallen. In het algemeen geldt:
{\displaystyle e^{1/r}-1=\{1r,2r,3r,4r,5r,6r,\ldots \}}